# Martin Čakajík
Martin Čakajík (* 12. prosinec 1979, Považská Bystrica) je bývalý slovenský hokejový obránce a reprezentant, který odehrál v české extralize 675 zápasů.
Je odchovancem Dukly Trenčín, kde hrál do roku 2002. V dubnu podepsal smlouvu s extraligovým nováčkem z Liberce, kde odehrál největší část kariéry a mezi lednem 2009 a prosincem 2013 nevynechal jediné utkání. Mezi jeho další česká působiště patřil Třinec (2003, 2004), Znojmo (2004–2006), Plzeň (2006–2009) a HC Benátky nad Jizerou. Sezónu 2014/2015 odehrál za kazachstánský HK Irtyš-Pavlodar, hrající tamní nejvyšší ligu. Po začátku sezóny 2015/2016 v prvoligových Benátkách nad Jizerou se vrátil do Kazachstánu, tentokrát v dresu HK Bejbarys Atyrau. V srpnu 2017 podepsal smlouvu s polským klubem GKS Katowice za který odehrál necelé tři sezóny – na konci ledna 2020 přestoupil do Dubnice nad Váhom, hrající 1. ligu. Po vynechaném ročníku 2020/2021 hrál tři sezóny za klub HC Lomnice nad Popelkou v Liberecké krajské lize, jehož je od roku 2024 hlavním trenérem.

## Hráčská kariéra
- 1999/2000 HC Dukla Trenčín (SVK1)
- 2000/2001 HC Dukla Trenčín (SVK1)
- 2001/2002 HC Dukla Trenčín (SVK1)
- 2002/2003 HC Keramika Plzeň (E)
- 2003/2004 Bílí Tygři Liberec (E), HC Oceláři Třinec (E)
- 2004/2005 Bílí Tygři Liberec (E)
- 2005/2006 HC Oceláři Třinec (E), HC Znojemští Orli (E)
- 2006/2007 HC Znojemští Orli (E)
- 2007/2008 HC Znojemští Orli (E), HC Lasselsberger Plzeň (E)
- 2008/2009 HC Lasselsberger Plzeň (E)
- 2009/2010 Bílí Tygři Liberec (E)
- 2010/2011 Bílí Tygři Liberec (E)
- 2011/2012 Bílí Tygři Liberec (E)
- 2012/2013 Bílí Tygři Liberec (E)
- 2013/2014 Bílí Tygři Liberec (E)
- 2014/2015 HK Irtyš-Pavlodar (Kazachstán)
- 2015/2016 HC Benátky nad Jizerou (1. liga), HK Bejbarys Atyrau (Kazachstán)
- 2016/2017 HK Bejbarys Atyrau
- 2017/2018 GKS Katowice (Polsko)
- 2018/2019 GKS Katowice
- 2019/2020 GKS Katowice
- 2019/2020 MHK Dubnica nad Váhom (1. slovenská liga)